# King's Pyon
King's Pyon est une paroisse civile et un village du Herefordshire, en Angleterre.